# Maurice de Broglie
Louis-César-Victor-Maurice de Broglie, mais conhecido como Maurice de Broglie,  6º duque de Broglie, (Paris, 27 de abril de 1875 — Neuilly-sur-Seine, 14 de julho de 1960) foi um físico francês.
Irmão de Louis de Broglie.
Participou da 1ª, 2ª, 3ª e 7ª Conferência de Solvay.